# Movimento Internazionale di Riconciliazione
Il Movimento internazionale della riconciliazione (MIR) è un'associazione nonviolenta di ispirazione ecumenica. È la branca italiana dell'International Fellowship of Reconciliation (IFoR).

## Le origini e l'IFOR
Nel 1914, allo scoppio della prima guerra mondiale, dopo aver partecipato a un convegno ecumenico a Colonia, il quacchero inglese Henry Hodgkin e il luterano tedesco Siegmund-Schultze promettono di non partecipare mai alla guerra. Alla fine dello stesso anno, a Cambridge, 130 persone danno vita al Movimento e, divenuto obbligatorio il servizio militare in Gran Bretagna, nel 1917 più di 600 membri del MIR inglese si dichiarano obiettori di coscienza e vengono messi in prigione.
Nel 1919 il Movimento diventa internazionale con il nome "Movimento internazionale della riconciliazione" (MIR) nei paesi latini e di International Fellowship of Reconciliation (IFOR) nei paesi anglofoni. Il suo primo segretario generale fu lo svizzero Pierre Ceresole.
Il movimento si configura come una federazione di gruppi i cui membri operano per la giustizia e la pace, rifiutano l'uso della violenza nonché la preparazione e la partecipazione alla guerra sotto qualsiasi forma. Si definisce movimento a base spirituale, composto da uomini e donne impegnati nella nonviolenza attiva come stile di vita e mezzo di cambiamento personale sociale e politico. Il MIR/IFOR è presente in oltre 70 paesi del mondo.

## Storia e impegno in Italia
Il MIR nasce in Italia nel 1952, fondato dai valdesi Tullio Vinay e Carlo Lupo, e dai quaccheri Ruth e Mario Tassoni, avendo per riferimento l'International Fellowship of Reconciliation, fondata nel 1919.
Fin dagli inizi si impegna nel divulgare la teoria e la pratica della nonviolenza evangelica, raccogliendo presto adesioni anche tra i cattolici.

## Gandhi
Il MIR/IFOR entra in contatto con Gandhi e i suoi sostenitori fin dalle prime campagne per la liberazione dell'India e sviluppa metodi di nonviolenza attiva per la risoluzione dei conflitti nella ricerca della verità e nel rispetto dell'avversario.

## Resistenza nonviolenta
Sotto la dittatura nazista sono uccisi, perché dissidenti, il sacerdote cattolico austriaco Max Metiger e l'evangelico tedesco Harman Stocht, tra i fondatori del MIR. Durante la seconda guerra mondiale, nella Francia occupata, il pastore André Trocmé e sua moglie Magda, con tutto il loro villaggio, mettono in atto una resistenza nonviolenta e salvano la vita a migliaia di ebrei e di perseguitati politici.
Dopo la seconda guerra mondiale il MIR, grazie anche all'opera di Jean Goss e Hildegard Goss-Mayr, cerca vie alternative e nonviolente per conseguire la giustizia e la riconciliazione tra tutti i popoli. In America Latina è presente con Hélder Pessoa Câmara (Dom Camara) e Adolfo Pérez Esquivel; negli Stati Uniti con Martin Luther King e Dorothy Day (del Catholic Worker); in Vietnam collabora alla resistenza nonviolenta con i monaci buddhisti di Thích Nhất Hạnh; in Sudafrica è presente con Albert John Lutuli; in Irlanda con Mairead Corrigan. E inoltre in Medio Oriente, Zaire e Africa Sub-sahariana, Filippine, India, Bangladesh, Madagascar e, dopo il 1989, anche in molti paesi dell'Europa orientale.

## Formazione e gestione dei conflitti
Il movimento ha organizzato e organizza tuttora corsi di formazione alla nonviolenza attiva in ogni parte del mondo, soprattutto nelle aree di tensione e di conflitto.

## Premi Nobel
Per questa attività l'IFoR ha contato finora ben sei premi Nobel per la pace tra i suoi membri: Jane Addams (1931), Emily Greene Balch (1946), Albert Luthuli (1960), Martin Luther King (1964), Mairead Corrigan (1976), Adolfo Pérez Esquivel (1980).

## MIR/IFOR e Nazioni Unite
Oggi il Movimento è presente in più di 50 paesi, è organizzazione non governativa e ha uno stato consultivo permanente presso le Nazioni Unite (ECOSOC) nelle sedi di New York, Ginevra e Vienna.

## Ecumenismo
L'originale ispirazione spirituale ha portato il MIR ad impegnarsi per un ecumenismo di base attorno ai fondamenti religiosi della nonviolenza.
Dagli anni sessanta a oggi è attivo a livello nazionale per un ecumenismo di base e per approfondire i fondamenti religiosi della nonviolenza.
Il Movimento italiano ha svolto azione di sensibilizzazione nelle Assemblee ecumeniche europee di Basilea (1989), Graz (1997 e Sibiu nel 2007), nonché nelle rispettive Chiese per la preparazione dell'incontro di Assisi (1988).

## Struttura e storia in Italia
In Italia il Movimento si è strutturato negli anni in maniera molto semplice e decentrata, articolandosi su sedi locali con ampia autonomia, accomunate soprattutto dai motivi ispiratori; dopo il fondatore Tullio Vinay, il MIR ha avuto tra i suoi presidenti Domenico Sereno Regis (tra i fondatori della Gioventù Operaia Cristiana in Italia) ed in seguito i primi preti operai, come don Sirio Politi e Beppe Socci, per molti anni una figura di riferimento e di unione è stata il segretario nazionale, Hedi Vaccaro Frehner, insignita nel 1992 del Premio Nazionale Cultura della Pace.
Enrico Peyretti (già presidente della Federazione universitaria cattolica italiana (FUCI) tra il 1959 e il 1961), fondatore de il foglio (mensile), costituisce inoltre un importante riferimento all'interno del Movimento internazionale della riconciliazione.
Altra figura di spicco vicina al MIR italiano è Antonino Drago, oggi impegnato con la Comunità dell'Arca.
Ha iniziato la sua militanza nel MIR Gianni Francesco Mattioli, fisico, parlamentare verde e ministro all'ambiente, che nel 1978 fondò il "Comitato per il Controllo delle Scelte Energetiche", promotore del primo referendum antinucleare.
Nel MIR di Roma ha iniziato il suo impegno per i diritti umani pure Cesare Pogliano fondatore di Amnesty International in Italia.

## Obiezione di coscienza
Il MIR ha sostenuto Giuseppe Gozzini e Fabrizio Fabbrini, primi casi cattolici di obiezione di coscienza al servizio militare, e si è impegnato per il riconoscimento giuridico dell'obiezione di coscienza. Dall'approvazione della legge è convenzionato con il Ministero della Difesa per far espletare agli obiettori il servizio civile nell'attuazione di programmi di formazione alla Pace e alla nonviolenza attiva. Con Rocco Campanella è stato il Movimento che ha avviato per primo in Italia la Campagna di obiezione di coscienza alle spese militari (OSM), nata negli anni ottanta e tuttora in atto, e si adopera per far conoscere la Difesa Popolare Nonviolenta (DPN) come alternativa alla difesa armata. Attualmente è impegnato, con altre organizzazioni pacifiste, nella costituzione di un "Albo degli Obiettori di Coscienza alle Guerre", che non comprenda solo chi è in età di leva ma anche le donne e gli uomini che ne fanno formalmente richiesta.

## Antinucleare
All'inizio degli anni '70 il MIR è stato tra i primi movimenti italiani a schierarsi contro il nucleare civile, fino al referendum del 1987 nel quale l'Italia ha deciso la definitiva rinuncia all'uso del nucleare. Il MIR ha fatto parte dei comitati antinucleari del nuovo referendum che nel 2011 ha confermato la scelta antinucleare degli italiani.
Il MIR è stato in Italia tra le realtà fondatrici dell'esperienza delle Liste Verdi.

## Iniziative internazionali
Il MIR ha coordinato a livello nazionale la Campagna per una soluzione nonviolenta in Kosovo. Sostiene il processo di difesa nonviolenta e autodeterminazione delle Comunità di Pace Colombiane all'interno della Rete “Colombia vive!” della quale è membro fondatore. Sostiene anche campagne nonviolente per la soluzione pacifica del conflitto israelo-palestinese.

## Educazione alla pace e alla legalità
Dagli anni '70 il MIR ha organizzato, in varie città, scuole popolari, scuole di pace e manifestazioni in favore dei baraccati e dei terremotati. Negli anni '90 promuove nel Sud, con la Commissione Francescana Giustizia e Pace, seminari su "nonviolenza e criminalità organizzata" guidati da Jean Goss e Hildegard Goss-Mayr e, in anni più recenti, interventi di formazione e advocacy sui temi di giustizia, pace e integrità del creato.
Promotore in Italia del decennio 2001-2010 per l'educazione alla pace, è tra le associazioni che hanno dato vita a Libera.
Il MIR è impegnato nelle iniziative contro la mafia, l'usura, il pizzo.

## Il decennio di educazione alla pace ed alla nonviolenza
La branca italiana del MIR ha contribuito a fondare il Comitato Italiano per il Decennio che si propone di dare attuazione alle deliberazioni dell'Assemblea Generale delle Nazioni Unite che ha proclamato il periodo 2001-2010 Decennio internazionale per l'educazione alla nonviolenza e alla pace per i bambini del mondo.

## Campi estivi
Il MIR ha avviato da alcuni anni l'organizzazione di campi estivi di formazione alla nonviolenza.
Ispirandosi ad un'intuizione di Beppe Marrasso e avvalendosi dell'opera di un "gruppo campi" attivo da decenni in Piemonte.
È dal 1987 che il Mir-Mn Piemonte e Valle d'Aosta, in collaborazione con altri gruppi e comunità, organizza campi estivi rivolti a giovani e ad adulti con lo scopo di condividere un'esperienza comunitaria di approfondimento della nonviolenza. I campi estivi, della durata di una settimana, si svolgono in situazioni residenziali presso comunità che hanno già fatto una scelta di vita orientata alla pace e alla nonviolenza, si condivide con gli ospitanti la quotidianità, con il lavoro manuale alla mattina e momenti di approfondimento sulla pratica nonviolenta, di convivialità ed esperienza di gruppo nel resto della giornata.

## Collaborazioni
Il MIR ha collaborato e mantiene rapporti con diverse associazioni in Italia che si occupano di nonviolenza, disarmo, educazione alla pace, rispetto e cura della natura: è membro della Rete Italiana Pace e Disarmo,  all'interno della quale collabora con varie associazioni. Una collaborazione da lunga data è portata avanti col Centro Studi Sereno Regis di Torino, con il Movimento Nonviolento, con Pax Christi. È membro di Libera, di Church and Peace; in passato partecipò al Comitato italiano per il Decennio, a Rete Lilliput
Una particolare amicizia lega l'esperienza del MIR italiano alla Comunità dell'Arca fondata da Lanza del Vasto. Sostiene campagne internazionali contro gli esperimenti nucleari. Si è impegnata anche nella Campagna Kossovo, per la risoluzione nonviolenta del conflitto, e rappresenta l'IFoR nelle conferenze internazionali ONU sulla criminalità organizzata. Il MIR è impegnato dal 2006 nella campagna Fermiamo chi scherza col fuoco atomico, che si prefigge di sensibilizzare l'opinione pubblica sui pericoli incombenti di uso delle armi atomiche in future guerre e di bandire dal territorio italiano la presenza e il transito di armi atomiche. Nell'ambito di questa campagna, in virtù della propria caratteristica di movimento nonviolento a base spirituale, si propone di stimolare le chiese, cristiane e non, affinché alzino la loro autorevole voce, ricordando a tutti, cittadini e governanti, che la fabbricazione, detenzione e uso dell'arma atomica è un peccato contro Dio e l'umanità, assolutamente ingiustificabile. Dalla campagna Fermiamo chi scherza col fuoco atomico si è sviluppata l'iniziativa della Coalizione dei "Disarmisti Esigenti". Il MIR Italia è parte della campagna ICAN, premio nobel per la Pace 2017.

## Presidente
Presidente dell'associazione è Ermete Ferraro di Napoli.